# Commiphora pedunculata
Commiphora pedunculata là một loài thực vật có hoa trong họ Burseraceae. Loài này được (Kotschy & Peyr.) Engl. mô tả khoa học đầu tiên năm 1883.